# Tor barakae
Tor barakae är en fiskart som beskrevs av Arunkumar och Basudha 2003. Tor barakae ingår i släktet Tor och familjen karpfiskar. IUCN kategoriserar arten globalt som otillräckligt studerad. Inga underarter finns listade i Catalogue of Life.